# 東横のれん街
東横のれん街（とうよこのれんがい）は、東京都渋谷区の渋谷ヒカリエにある食品専門店街である。1951年に東急百貨店東横店で営業を開始。渋谷再開発で2013年に渋谷マークシティに移転したのち、2020年からは渋谷ヒカリエで営業している。

## 歴史
1934年11月、東京横浜電鉄は百貨店部として、渋谷駅の駅ビルでのちに東急百貨店東横店（以下、東急東横店）東館となる建物で百貨店事業を開始。戦後の1948年に株式会社東横百貨店となる。1950年に百貨店の南東側にあった三菱銀行渋谷支店の移転計画が持ち上がり、跡地に名店を集めた食品専門店街の構想が立案される。1951年2月ごろより出店者の打診が開始され、同年6月に三菱銀行が渋谷駅西口に移転したあと着工。工事は開店当日の10月27日朝9時まで続き、出店者は大急ぎで商品を陳列して開店にこぎつけた。当初の出店者は15店。土曜日だった開店当日の売上は33万4000円、翌日は48万1000円。大みそかには390万5000円の売り上げがあった。この成功を受け、1953年に東京駅一番街の前身となる「東京駅名店街」と伊勢丹新宿店に「志にせ街」がオープンし、同種の食品街が追随した。1958年8月と12月に、南側に売り場を拡張し、27店となる。1964年6月には、当時は高架式であった東横線ホームの下に売り場を拡張し、47店となった。随時店舗の入れ替わりがあり、1965年2月には店舗数は50店に達した。
西館・南館・東館の3館からなる東急東横店のうち、1階にのれん街のある東館は渋谷再開発のため2013年3月末で閉館する。これに伴い、西側の京王井の頭線渋谷駅に直結した渋谷マークシティ地下1階への移転が決定。2013年3月31日に東横店東館での営業を終了し、4月4日に移転オープンした。店舗数は移転前の85店から83店になり、売場面積は従来の6割ほどとなる約19,000m2に縮小したものの、東急東横店西館・南館地下1階に既存の、コンセプトを異にするデパ地下「東急フードショー」と同じフロアで接続することにより「食の一大マーケット」を構築した。
2020年4月16日には、渋谷ヒカリエ地階の「ShinQsフード」を再編し、再移転した。創業の地である渋谷駅東側エリアに戻る形となり、店舗数は100店を超える。2フロア体制となり、地下2階は和洋菓子、ベーカリーや酒類、地下3階には惣菜・弁当や生鮮食品の店舗が入居した。のれん街が移転した跡のマークシティ地下1階には2020年9月に東急フードショーの生鮮・グローサリーゾーンが仮オープン。2021年6月1日にマークシティ1階に同スイーツゾーン、7月10日には渋谷地下街のデリゾーンがオープンした。同日に生鮮・グローサリーゾーンも正式オープンし、東急フードショーは3ゾーン体制となった。

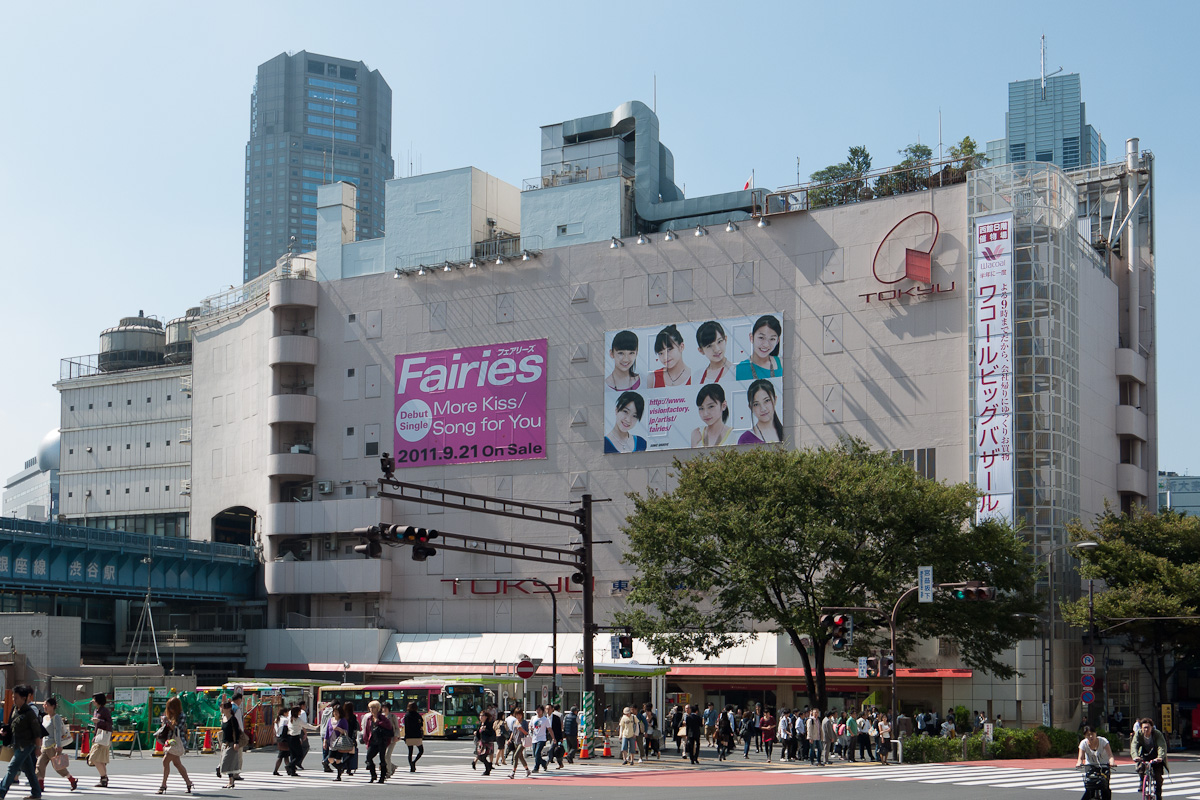
2013年まで1階に東横のれん街があった、東急東横店東館。2011年撮影。
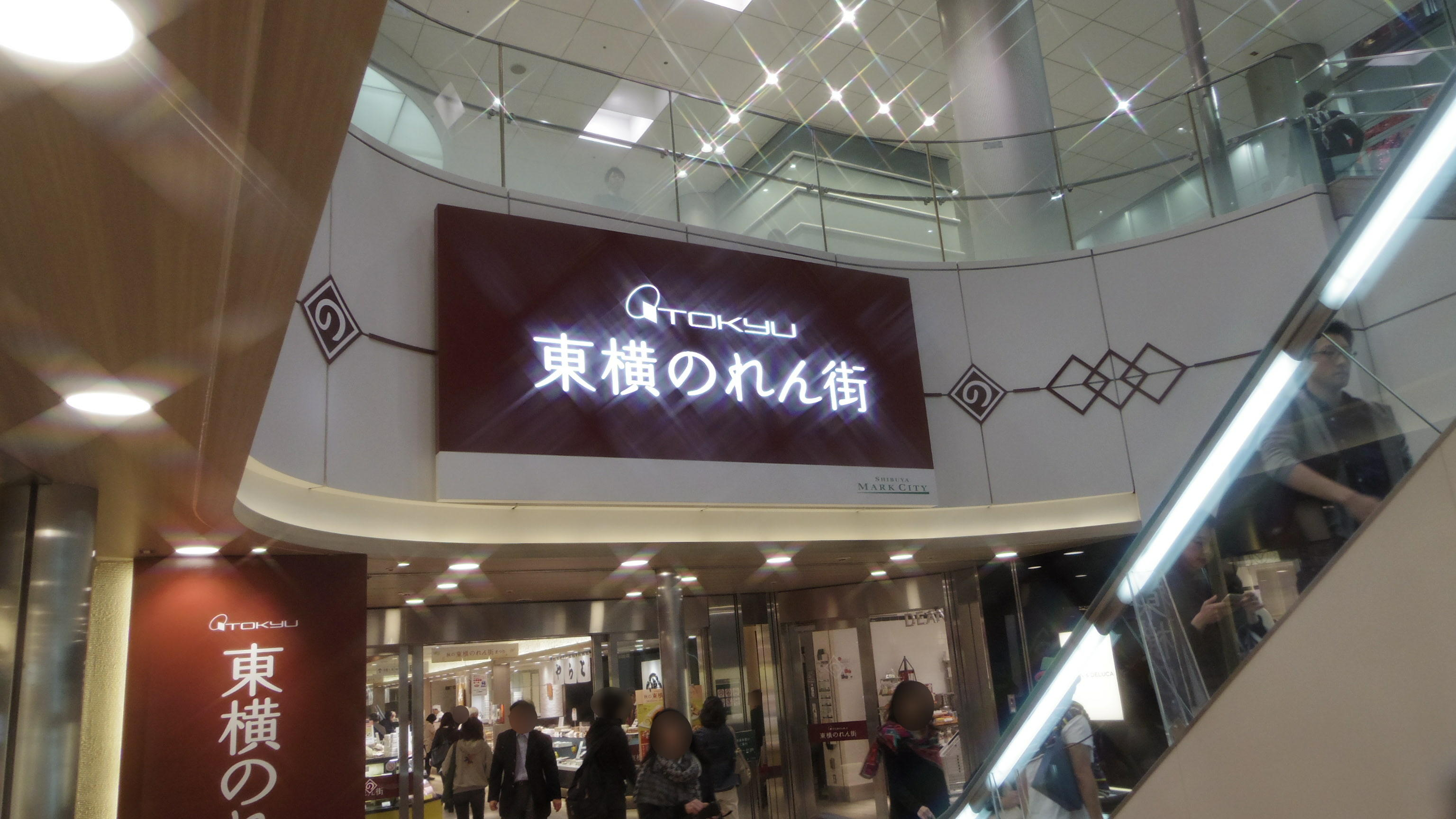
マークシティで営業していた当時の東横のれん街。2015年撮影。
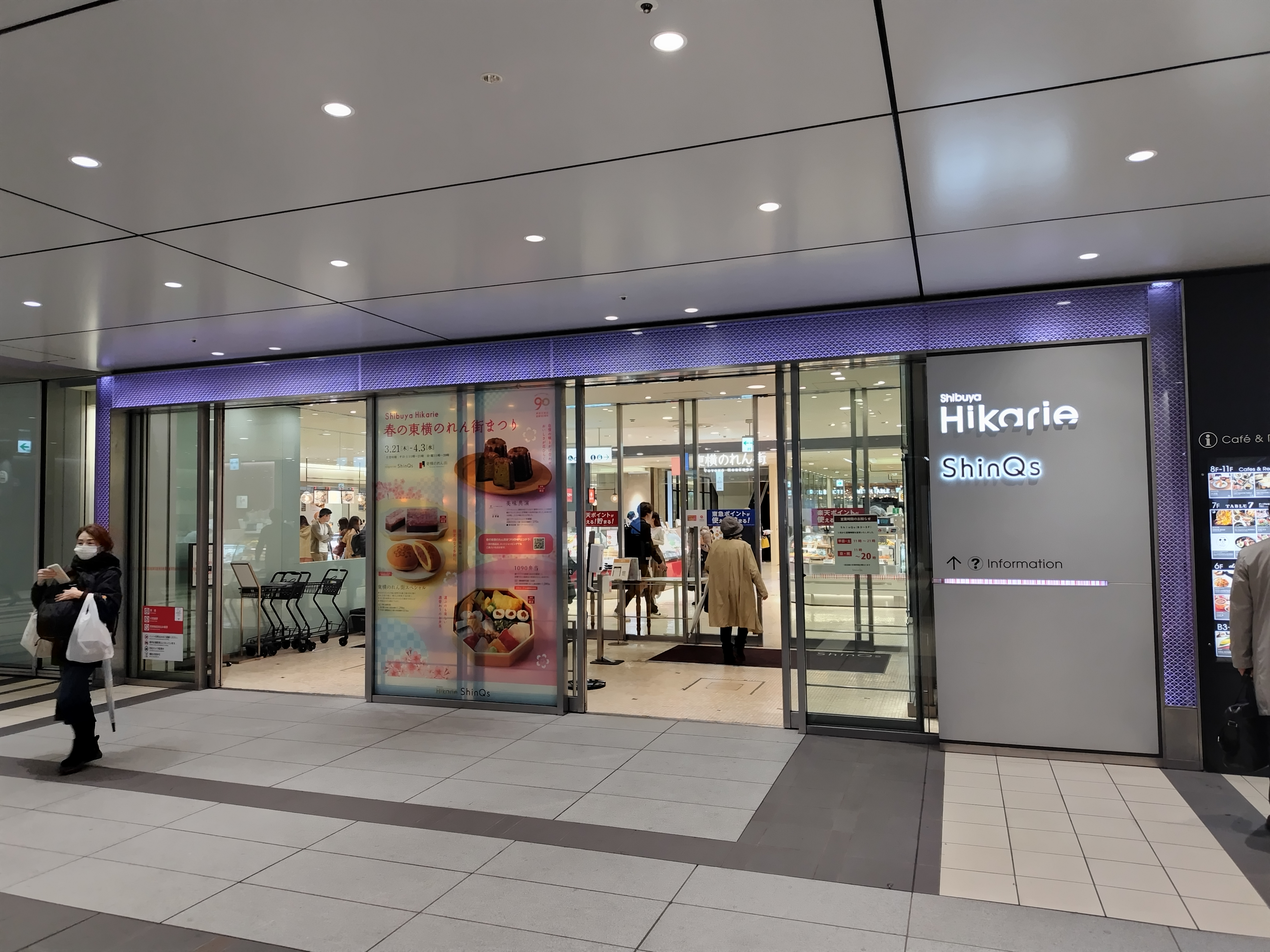
渋谷ヒカリエ地下3階の、東横のれん街エントランス。2024年撮影。

## 店舗
開業当初の店舗は下記15店であった。（※印は2024年4月時点で営業中）
- 泉屋東京店※
- 入船堂 - 1909年（明治42年）創業、銀座に本店のある煎餅店[10]
- 榮太樓總本鋪
- 小倉屋山本
- 菊廼舎※ - 1890年（明治23年）創業、銀座に本店のある和菓子店[11]
- 玉英堂 1969年退店[3]
- コロンバン
- 志乃多寿司 - 1877年（明治10年）創業、日本橋人形町に本店のある稲荷寿司店[12]
- 清月堂 - 1907年（明治40年）創業、銀座に本店のある和菓子店[13]。東横のれん街からは2022年9月30日に退店[14]。
- 新橋玉木屋
- ちとせ  - 七色飴などを販売していた[15]。1998年退店[3]
- 梅林堂  - 紅梅焼などの江戸菓子を販売していた[15]。1983年退店[3]
- 花園万頭
- 味の浜藤※ - 1925年創業、西京漬などを販売する和惣菜店[16]。のれん街のほか、しぶちかの東急フードショーにも店舗を有する[17]。
- 麻布文明堂

1958年の売り場拡張で、下記12店が出店した（酒悦、にんべん、山本海苔店は12月、他9店は8月）
- 総本家貝新 - 享保年間創業、三重県桑名市に本店のある時雨蛤店[18]。
- 銀座立田野 - 明治28年創業。あんみつや釜めしを販売していた[18]。2015年に銀座本店閉店、2021年に全支店が閉店したが2023年に[19]で常設店が再開した[20]。
- ちまきや - 1962年退店[3]
- 柏水堂 - 1984年退店[3]
- はせ甚 - 松阪牛を扱う牛肉店。不動産投資の失敗から1995年に事業譲渡、その後全店閉店した。2019年に、飲食店ブランド「紗舞璃」の名称で、名古屋市で営業再開[21]。
- 松崎煎餅 - 文化元年創業、銀座に本店のある煎餅店[16]
- 有職 - 1970年12月退店[3]
- ローマイヤ
- 銀座若菜 - 1828年（文政11年）に名古屋で創業した料亭「得月」を母体に持つ漬物店。当初は得月の屋号で出店した。のちに東急百貨店本店に移転した[22]。
- 酒悦
- にんべん
- 山本海苔店

1960年3月に銀座アスター、1961年11月に中村屋出店。1962年11月には、ちまきやの退店と初波奈（1970年退店）の出店があり、1964年の大拡張では下記18店が新規に進出した。
- ランペルマイエ和泉家 - 1992年4月退店[3]
- 江戸一 - 1997年4月退店[3]
- 柏屋 - 2001年9月退店[3]
- 神田精養軒
- 駿河屋 - 1999年5月退店[3]
- 大寅
- 中央軒本店
- 筑紫ファンタジア - 1992年9月退店[3]
- 常盤堂
- 豊島屋※
- とらや※
- ナガサキヤ
- 日乃出寿司
- 上野凮月堂
- 木挽町辨松
- 芳翆園※ - 明治20年に三重県松阪市で創業した老松園の子会社の茶販売店[23]。
- 美春堂 - 1974年6月退店[3]
- 美々斉 - 1985年退店

最新の店舗状況は公式サイトを参照のこと。